# Rhipidocephala fimbriata
Rhipidocephala fimbriata is een vliegensoort uit de familie van de roofvliegen (Asilidae). De wetenschappelijke naam van de soort is voor het eerst geldig gepubliceerd in 1966 door Oldroyd.